# دانشگاه آجر قرمز

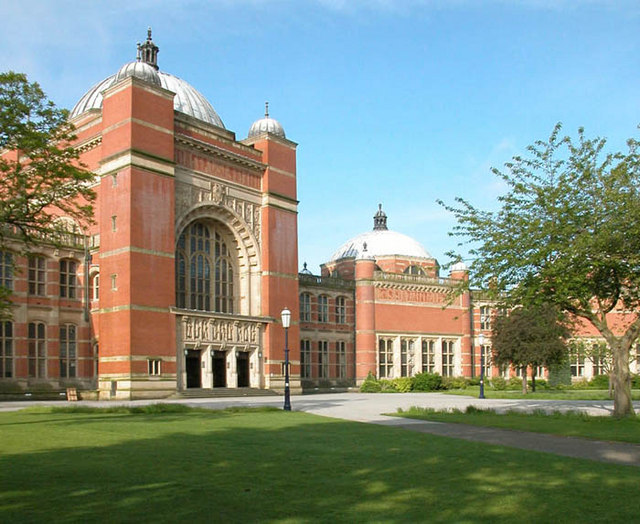
The آستون وب ساختمان، دانشگاه بیرمینگهام

دانشگاه آجر قرمز یا رد بریک یونیورسیتی (انگلیسی: Red brick university) در اصل اشاره به یکی از ۹ دانشگاه مدنی بود که در سدهٔ نوزدهم در شهرهای بزرگ صنعتی انگلستان تأسیس شدند. با این حال، با افزایش دانشگاه‌ها در دههٔ ۱۹۶۰ و طبقه‌بندی مجدد پلی‌تکنیک‌ها در قانون آموزش عالی و عالی ۱۹۹۲ به عنوان دانشگاه‌های پس از ۱۹۹۲، اکنون همه دانشگاه‌های انگلیس که در اواخر سدهٔ ۱۹ و اوایل سدهٔ ۲۰ در شهرهای بزرگ تأسیس شده‌اند، گاهی دانشگاه‌های "آجرقرمز" خوانده می‌شوند. " شش مؤسسهٔ اصلی آجر قرمز، یا موسسات قبلی آنها، قبل از جنگ جهانی اول مرتبهٔ دانشگاه بودن را بدست آوردند و در ابتدا به عنوان دانشکده‌های دانشوری شهروندی یا مهندسی تأسیس شدند. هشت مؤسسه از نه نهاد اصلی عضو گروه راسل هستند (که دو سوم کل بودجهٔ تحقیقاتی در انگلستان را دریافت می‌کنند)